# Marcus Rowland
Marcus Rowland (ur. 11 marca 1990) – amerykański lekkoatleta, sprinter.

## Osiągnięcia
- dwa złote medale mistrzostw panamerykańskich juniorów (Port-of-Spain 2009, bieg na 100 m & sztafeta 4 x 100 m)[1]
- medalista mistrzostw NCAA

## Rekordy życiowe
- bieg na 60 metrów (hala) – 6,55 (2013)
- bieg na 100 metrów – 10,03 (2009)